# Colombia (Huila)
Colombia es un municipio colombiano ubicado en el departamento de Huila. Es una región predominantemente montañosa. Se encuentra ubicada en la Cordillera Oriental, bañado por las aguas del río Cabrera, a distancia de 87 km de Neiva. Es conocida como «Ciudad de los Cardos del Huila».

## Toponimia
El nombre de Colombia no tiene antecedente que compruebe la razón de su denominación; según relatos de algunos ancianos dicen que el nombre surgió porque a los ancianos de Dolores y Alpujarra se les hacía muy lejos llegar a dicha población, “que era como viajar a otra Colombia”.
El territorio también fue conocido con el nombre de San Francisco, en los textos históricos de la Academia Huilense de Historia, se cuenta que San Francisco era el nombre de la hacienda que cubría la zona donde hoy está el municipio de Colombia. Hoy queda en el casco urbano de Colombia un barrio que lleva ese nombre.

## Geografía
Se encuentra ubicada en la Cordillera Oriental, bañado por las aguas del río Cabrera. Es uno de los más extensos, montañosos y uno de los menos densos del territorio huilense. Tiene una extensión territorial de 1.698 km², que corresponde al 8.5% del área total del departamento del Huila. Está ubicado a una altitud de 850 metros sobre nivel del mar, con una temperatura aproximadamente de 24 °C
Cuenta con una población de 12.778 habitantes de acuerdo con proyección del DANE para año 2019.
Administrativamente tiene 67 veredas.	

### Límites
El municipio de Colombia está rodeado por los departamentos de Tolima, Cundinamarca y Meta y el Distrito Capital de Bogotá, excepto en el sur que es ya territorio huilense. Los límites fueron definidos en la ordenanza 26 de 1912 expedidos por la Asamblea Departamental del Huila.
| Noroeste: Villarrica, Dolores, ( Tolima) (Ríos Riachón y Cabrera) | Norte: Cabrera ( Cundinamarca) | Nordeste: Bogotá, Localidad de Sumapaz (Corregimiento de San Juan; Vereda San José) |
| Oeste: Alpujarra ( Tolima) (Río Cabrera)                          |                                | Este: Uribe ( Meta) (Páramo de Sumapaz)                                             |
| Suroeste: Baraya (Río Cabrera)                                    | Sur: Baraya (Río Venado)       | Sureste: Uribe ( Meta)                                                              |

## División Político-Administrativa
Además de su Cabecera municipal. Colombia tiene bajo su jurisdicción los siguientes Centros poblados:
- San Marcos
- Santana

## Historia
En el informe arqueológico rendido por Thomas Myer y otros, de la Universidad Indiana U.S.A. sobre los cementerios del alto Tacayó (Hoy Río Cabrera), y publicado por el Magíster César Javela en la Revista Huila n.º 24 de la Academia Huilense de Historia; se insinúa que los aborígenes que ocuparon la parte alta del Río Tacayó corresponden a los chibchas posiblemente venidos de la Sabana de Bogotá; mientras que hacia la parte baja del mismo río se encontraron sitios como monte velo, el coyal, pelazal y cardonal que hacen pensar que esta zona fue posiblemente ocupada por los aborígenes de tierra caliente, Doches o Tamas.

### Fundación
El 24 de septiembre de 1845 los señores José María Acevedo con sus hijos Fortunato y Policarpo, Don Críspulo Cedeño y Don Lorenzo Lozada, procedentes del municipio tolimense de Alpujarra, llegan y se avecinan de la hacienda San Francisco, quienes encontraron apoyo de los pocos habitantes que se hallaban en la región y construyeron las pequeñas viviendas en paja.
Luego de un largo período de evolución, la aldea de Colombia fue erigida en distrito en el año de 1848 y en virtud de tal hecho fue nombrado alcalde – juez José María Acevedo. El sustento legal de la elevación de rango de Colombia desde aldea a distrito, fue una Ley promulgada por la Asamblea Legislativa del Estado Soberano del Tolima.
Posteriormente, mediante resoluciones número 13 y 30 de 1878, el Estado Soberano del Tolima definió los límites entre los poblados de Alpujarra, Colombia y Dolores.
Las difíciles condiciones de Colombia hicieron que el poblado perdiera su condición de distrito. No obstante, habiendo demostrado de nuevo las características necesarias, el 13 de octubre de 1887 el Estado Soberano del Tolima, mediante Decreto 650, le devuelve a Colombia la categoría de distrito y establece que el ente habrá de iniciar su vida jurídica el 1 de noviembre de ese mismo año.
Ya en el siglo XX, durante el año 1912 y mediante Ordenanza 026 de la Asamblea del Huila, se definen los límites del municipio en los términos siguientes: “Desde el nacimiento del río Riachón en la Cordillera Oriental hasta la desembocadura del río Cabrera, éste aguas abajo hasta la confluencia del río El Venado, éste aguas arriba hasta el nacimiento en la citada Cordillera, de aquí hacia el norte a ponerse en frente de la vertiente del Riachón, de este punto a dar a dicha vertiente punto de partida”.
Se destacan varias matronas que aportaron a la cultura del municipio como Teresa Sterling de Chacón, Argemira García de Chacón y Eloisa Jiménez de lozano. Las fiestas del San Pedro fueron inventadas por la señora Sterling de Chacón la cual se apropiaba de todo lo referente a la organización de dicho evento tan importante que corría por cuenta de ella sin pedirle un peso a nadie.

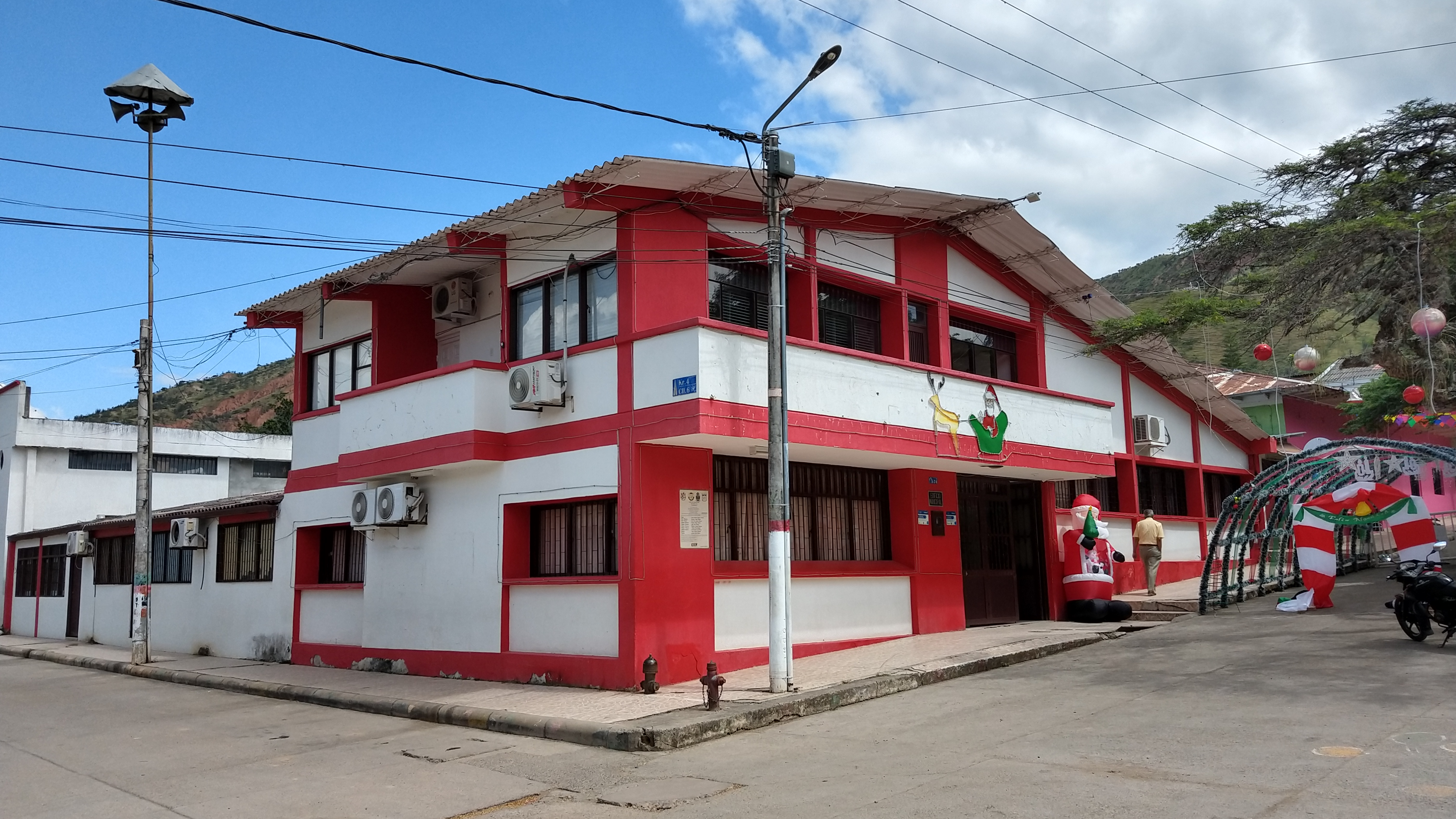
Casa municipal Colombia (Huila)

## Economía
Constituye el centro de una región agropecuaria, dedicada fundamentalmente al cultivo del café, en las laderas montañosas andinas, caña de azúcar, cereales (maíz y sorgo) y fique, así como a la cría de ganado vacuno, ovino y porcino. 

## Movilidad
Al municipio de Colombia se llega por Neiva en dirección norte pasando por Tello y Baraya hasta la carretera terciaria del río Venadillo y de ahí al casco urbano colombiense, a orillas del río Ambica. Hacia el norte del territorio, se llega también al centro poblado de Santana